# Конституция Японии
Конститу́ция Япо́нии (яп. 日本國憲法, 日本国憲法, Нихон-коку кэмпо:/Ниппон-коку кэмпо:) — основной закон Японии, вступивший в силу 3 мая 1947 года. Формально является серией поправок в Конституцию Мэйдзи, однако традиционно считается отдельной Конституцией.
Никакие поправки в Конституцию Японии с момента первой публикации не вносились.

## История принятия
Разработка и принятие новой Конституции Японии в 1947 году сопряжены с исторической обстановкой в мире. После подписания акта о капитуляции в сентябре 1945 года японское правительство подготовило проект Конституции. Изначальный проект являлся калькой с конституционного текста Японской империи 1889 года с незначительными изменениями, что не отвечало интересам держав-победительниц.
Американской военной администрацией проводились важнейшие институциональные реформы, в числе которых были провозглашены основные демократические права и свободы личности, проведена масштабная аграрная реформа, принят закон о запрещении деятельности монополий 1947 года (и ряд других).
Штабом генерала Дугласа Макартура в период оккупации Японии был подготовлен проект новой Конституции, учитывающий положения Конституции США и Конституции СССР 1936 года. Так, например, закрепление равноправия мужчин и женщин в Конституции Японии произошло, по мнению некоторых исследователей, именно под влиянием действовавшей на тот момент времени Конституции СССР, 1936 года.
При разработке Конституции Японии особое значение уделялось созданию таких норм, которые бы гарантировали невозможность восстановления военной мощи Японии как соперницы США (и СССР) на тихоокеанском направлении. По этой причине в текст Конституции включена статья 9, в которой говорится следующее:
Считается, что отказ от восстановления военного потенциала стал одним из факторов экономического роста Японии после окончания Второй мировой войны (наряду с другими обстоятельствами).
Учитывался при разработке Конституции Японии и исторический опыт возникновения авторитарных режимов, в том числе становления режима Гитлера в Германии, который преодолел ограничения Версальского договора в части ограничения вооружённых сил Германии. С целью создания конституционных гарантий от возрождения авторитарного режима в Японии, в Конституции роль императора была сведена к номинальной. Были существенным образом ограничены его возможности оказывать влияние на внешнюю и внутреннюю политику. Фигура императора стала символом нации, а вся полнота государственной власти была сосредоточена в руках главы кабинета министров, ответственного перед парламентом.
Также одним из ограничений в сфере безопасности стало установление запрета для военных занимать министерские посты.
3 ноября 1946 года проект Конституции был подписан императором, и Конституция вступила в силу с 3 мая 1947 года.

## Структура конституции
Конституция Японии состоит из Преамбулы и 103 статей в 11 главах.
- Преамбула
- Глава І. Император (ст. 1–8)
- Глава ІІ. Отказ от войны (ст. 9)
- Глава ІІІ. Права и обязанности народа (ст. 10–40)
- Глава IV. Парламент (ст. 41–64)
- Глава V. Кабинет (ст. 65–75)
- Глава VI. Правосудие (ст. 75–82)
- Глава VII. Финансы (ст. 83–91)
- Глава VIII. Местное самоуправление (ст.92–95)
- Глава IX. Поправки (ст. 96)
- Глава Х. Верховный закон (ст. 97–99)
- Глава ХІ. Дополнительные положения (ст. 100–103)

### Преамбула
Мы, японский народ, действуя через посредство наших должным образом избранных представителей в Парламенте и исполнены решимости обеспечить для себя и для своих потомков плоды мирного сотрудничества со всеми нациями и благословение свободы для всей нашей страны, не допустить ужасов новой войны в результате действий правительств, провозглашаем, что народ облечён суверенитетом, и устанавливаем настоящую Конституцию. Государственное правление основывается на непоколебимом доверии народа, его авторитет исходит от народа, его полномочия осуществляются представителями народа, а благами его пользуется народ. Этот принцип, общий для всего человечества, и на нём основана настоящая Конституция. Мы отменяем все конституции, законы и подзаконные акты, а также рескрипты, противоречащие настоящей Конституции.
Мы, японский народ, желаем вечного мира и преисполнены сознания высоких идеалов, определяющих отношения между людьми; мы полны решимости обеспечить нашу безопасность и существование, полагаясь на справедливость и честь миролюбивых народов мира. Мы хотим занять почётное место в международном сообществе, стремящемся сохранить мир и навсегда уничтожить на земном шаре тиранию и рабство, угнетение и нетерпимость. Мы твёрдо уверены, что все народы мира имеют право на мирную жизнь, свободную от страха и нужды.
Мы убеждены, что ни одно государство не должно руководствоваться только своими интересами, игнорируя при этом интересы других государств, что принципы политической морали являются всеобщими и что следование этим принципам является долгом всех государств, которые сохраняют собственный суверенитет и поддерживают равноправные отношения с другими государствами.

Мы, японский народ, честью нашей страны клянёмся, что, приложив все силы, мы достигнем этих высоких идеалов и целей.

## Основные положения
Конституция устанавливает принципы парламентарной государственной системы, основные гарантии и права граждан.

### Статус императора
Первая глава устанавливает основы власти императора, что обусловлено национальными традициями Японии.
В прежней Конституции Японской империи устанавливалось, что император является главой империи и ему принадлежит суверенитет, который он осуществляет в соответствии с Конституцией. В действующей Конституции установлено, что народу принадлежит суверенная власть и он «обладает неотъемлемым правом избирать публичных должностных лиц и отстранять их от должности» (ст. 15). Из положений статьи 15 вытекает статус Парламента как высшего органа государственной власти в стране (ст. 41), так как Парламент является выборным представительным органом, то есть члены парламента представляют своих избирателей.
Император Японии является «символом государства и единства народа» и исполняет символическую функцию, не предусматривающую никакой реальной власти: «Император не наделён полномочиями, связанными с осуществлением государственной власти».
Император назначает главу Кабинета министров по представлению Парламента, и главного судью Верховного суда по представлению Кабинета министров. Он имеет право на созыв Парламента и роспуск нижней палаты (Палаты представителей) с одобрения Кабинета министров. Также император имеет право на промульгацию поправок к Конституции, промульгацию законов, правительственных указов и договоров. При этом он лишён права даже отлагательного вето (то есть не может отложить подписание закона, вернув его на рассмотрение в Парламент).
Осуществление всех полномочий императора производится только «по совету и с одобрения кабинета министров», что сводит его статус к формальному символу. При этом, однако, Кабинет министров несёт ответственность за данные действия, что сужает зону политической ответственности императора.
Императорский трон наследуется в соответствии с законом парламента 1947 года «Об императорской фамилии» по мужской линии старшим сыном. Всё имущество императора является собственностью государства, а его расходы утверждаются Парламентом в составе государственного бюджета.

### Девятая статья
Вторая глава состоит из текста одной девятой статьи, в которой сформулирован принцип отказа от создания военных сил и ведения государством военных действий. По этой причине Конституцию Японии называют «Пацифистская Конституция» (平和憲法, Хэйва-кэмпо).
Искренне стремясь к международному миру, основанному на справедливости и порядке, японский народ на вечные времена отказывается от войны как способа осуществления государственного суверенитета, а также от угрозы вооружённой силой или применения её как средства разрешения международных споров.
Для достижения цели, указанной в предыдущей части, никогда впредь не будут создаваться сухопутные, морские и военно-воздушные силы, равно как и другие виды военного потенциала. Право государства на ведение войны не признаётся.

— статья 9 Конституции
В сентябре 2015 года верхняя палата парламента Японии приняла закон, позволяющий использовать войска сил самообороны страны за пределами национальной территории.
4 мая 2019 года в пригороде Токио Кото состоялся митинг против внесения изменений в действующую конституцию Японии. В митинге приняло участие около 65 000 граждан Японии.

### Правовой статус личности
Третья глава устанавливает правовой статус личности. Примечательно, что глава называется «Права и обязанности народа», тем самым закрепляя не только основные права, но и круг обязанностей.
Одной из особенностей правового статуса личности в Японии является право «обращаться с мирной петицией о возмещении ущерба, о смещении публичных должностных лиц, о введении, отмене или исправлении законов, указов или предписаний, а также по другим вопросам; никто не может быть подвергнут какой-либо дискриминации за подачу таких петиций», установленное в статье 16 Конституции.
Статья 20 устанавливает свободу религии и запрет на получение религиозными организациями государственных привилегий и политической власти. Вкупе с содержащимися запретами на проведение религиозного обучения государственными органами, и свободы совести, провозглашённой в статье 19, можно говорить о светском характере государственного устройства Японии.
Новеллой явилось содержание статьи 38: «Никто не может быть осуждён или подвергнут наказанию в случаях, когда единственным доказательством против него является его собственное признание». Таким образом, Конституция запрещает осуждение гражданина на основе лишь собственного признания. Эта норма введена с учётом исторического контекста, для предостережения злоупотреблений органами правосудия прав и свобод человека.

### Основы государственных органов и местного самоуправления
В Конституции Японии закрепляется принцип разделения властей. Законодательная власть осуществляется парламентом, исполнительная — правительством, а судебная — Верховным судом, который имеет право осуществлять конституционный надзор (по американской модели). Принцип разделения властей в сочетании с признанием народного суверенитета, основных прав и свобод граждан, а также гарантировании основ местного самоуправления, устанавливает демократическую основу конституционного строя.
Главы 4–6 устанавливают основы функционирования государственных органов власти — парламента, правительства (кабинета министров), судебных органов.
Парламент в Японии состоит из двух палат: палата Представителей и палата Советников. Обе палаты избираются населением. Особенностью японского парламента является то, что палаты неравны: нижняя палата является палатой Представителей, а верхняя палата — палатой Советников.
Различен порядок их деятельности и наступления ответственности (роспуск) — верхняя палата (палата Советников) не может быть досрочно распущена. Однако нижняя палата (Представителей) имеет больший вес в законодательном процессе — так, верхняя палата обладает правом вето в отношении законопроекта, которое может быть преодолено при повторном голосовании квалифицированным большинством нижней палаты.
Основными функциями парламента является разработка и принятие законопроектов, утверждение бюджета и контрольные полномочия за деятельностью правительства.
Глава 7 регулирует основы финансовой деятельности государства: распоряжение бюджетом, установление налогов, отчётность об исполнении бюджета.
Глава 8 раскрывает основы местного самоуправления.

### Статус Конституции и внесение поправок
Глава 9 устанавливает порядок внесения поправок к конституционному тексту.
Поправки могут вноситься по инициативе Парламента с согласия квалифицированного большинства (2/3 от общего числа членов обеих палат) и «представляется на одобрение народа». Поправка считается одобренной при поддержке большинства голосующих (в порядке референдума или особых выборов).
Глава 10 «Верховный закон» устанавливает приоритет Конституции в системе национального права, в том числе это означает, что никакие другие законы не могут противоречить ей. В случае противоречия конституционным нормам, законы или иные государственные акты «не имеют законной силы».
Заключительная глава 11 устанавливает дополнительные (переходные) положения, фактически утратившие практическое значение в современных условиях.